# Kees Hazevoet
Kees Hazevoet (Amsterdam, 15 maart 1948) is een Nederlandse jazz-pianist en -klarinettist, die een pionier was van de free jazz in Nederland. In 1972 kreeg hij de Wessel Ilcken Prijs. Sinds 1980 houdt hij zich bezig met zoölogie, tegenwoordig als ornitholoog.
Hazevoet speelde vanaf 1963 jazz en na een optreden van Albert Ayler besloot hij ook die kant op te gaan. Hij had enkele groepen en werd rond 1966 lid van het orkest van Willem Breuker, dat op het Loosdrecht Jazzconcours een gedenkwaardig optreden gaf. Rond 1967 speelde hij in een groep van saxofonist Peter Brötzmann en werkte daarna vaak samen met Hans Dulfer-zo speelde hij in een groep van Dulfer, die op zijn beurt Hazevoets bands versterkte. Daarna ging hij samenwerken met saxofonist Kris Wanders en Arjen Gorter (bas) en in 1970 leidde dat tot de plaat Pleasure, waarop de Zuid-Afrikaanse drummer Louis Moholo meespeelde. De plaat kwam uit in een kleine oplage van 250 exemplaren. Met Wanders en Gorters gaf hij concerten, met als drummer Moholo, Han Bennink of bijvoorbeeld Martin van Duynhoven, soms aangevuld met andere musici. Vanwege de muziek die hij met deze groep bracht, kreeg Hazevoet in 1972 de Wessel Ilcken Prijs. Rond 1975 was zijn groep een septet met onder meer Moholo, Evan Parker en Maarten van Regteren Altena. In 1976 gaf zijn band Haazz & Company (met onder meer Brötzmann) een optreden in het Bimhuis, dat op plaat verscheen. Ook speelde hij in die tijd in het kwartet van Luc Houtkamp. In de jaren erop speelde hij veel samen met Bennink en in 1978 verscheen van het tweetal een lp. 
In 1980 zette Hazevoet een punt achter zijn muziekcarrière om biologie te gaan studeren. Hij promoveerde aan de Universiteit van Amsterdam, vestigde zich in Portugal en is thans curator ornithologie van het museum van de Universiteit van Lissabon. Hij schreef een boek over vogels op de Kaapverdische Eilanden. Hazevoet is tevens de mede-uitgever van het tijdschrift Atlantic Seabirds. De laatste jaren is hij bezig met een boek over de saxofonist Don Byas.

## Discografie
- Pleasure, Atavistic (cd)
- Unlawful Noise (Haazz & Company), Atavistic (cd)
- Calling Down the Flevo Spirit (met Han Bennink), Atavistic (cd)